# Michel Florisoone
Michel Florisoone, né le 7 octobre 1904 à Amiens et mort le 28 juin 1973 à Joinville-le-Pont, est un historien d'art et conservateur de musée français.
En 1934, il est le secrétaire de rédaction de la revue L'Art et les Artistes, dirigée par Magdeleine Dayot.
Entré comme chargé de mission au musée du Louvre en 1936, il est responsable de l'administration de la Commission de récupération artistique entre novembre 1944 et décembre 1949, sous la présidence d'Albert Henraux et aux côtés de Rose Valland, avant d'être nommé conservateur des musées nationaux en 1947. Il est administrateur général du Mobilier national de 1960 à 1963 puis conservateur du musée des Arts africains et océaniens.
Il collabore à la revue L'Amour de l'art que dirige René Huyghe et est l'auteur entre autres de monographies de Van Gogh (Prix Charles Blanc de l’Académie française en 1938), Renoir, Delacroix, Chardin et Giotto.